# Rats-Apotheke (Göttingen)

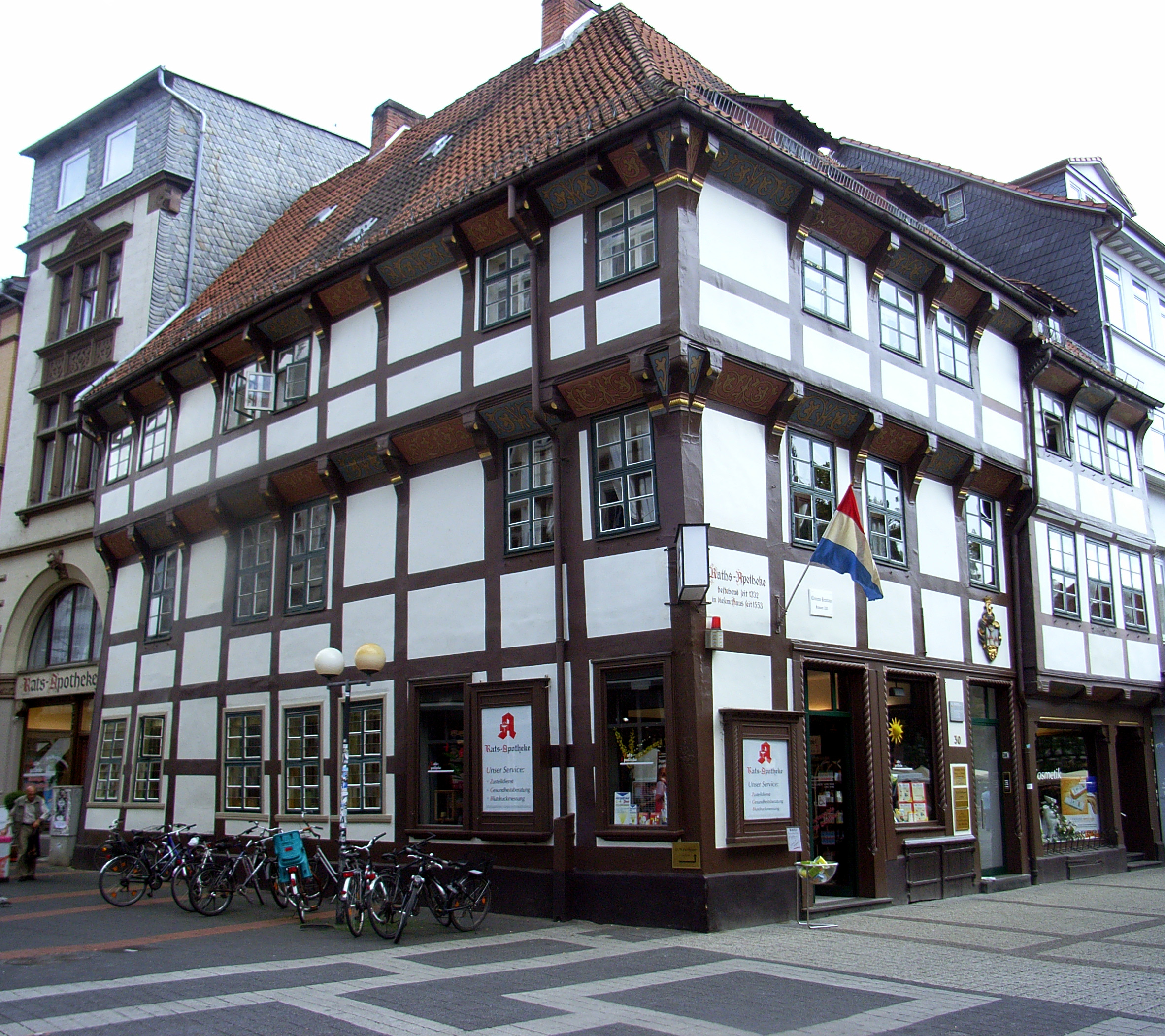
Rats-Apotheke in Göttingen vor der Einstellung des Apothekenbetriebs (2007)

Die Rats-Apotheke in Göttingen ist ein spätmittelalterliches Fachwerkhaus in der Innenstadt von Göttingen, Weender Straße 30, Ecke Barfüßerstraße.

## Geschichte
Die erste nachweisbare Göttinger Apotheke befand sich im 14. Jahrhundert nördlich des Rathauses an der Stelle des heutigen Grundstücks Markt 3. Das heutige Gebäude der Ratsapotheke an der Weender Straße erwarb der Magistrat 1558 von dem Bürger Tile Ludolf verbunden mit dem Privileg zur Führung der bis 1739 einzigen Apotheke in der Stadt, ehe die Universitäts-Apotheke gegründet wurde. Zum Zeitpunkt der Gebäudeumnutzung Mitte des 16. Jahrhunderts stand der Fachwerkbau längst, wie eine dendrochronologische Datierung auf 1480 ergab. Die Rats-Apotheke hatte den Status einer Doktor- und Medizinal-Apotheke, sodass der Apotheker in der Lage sein musste, Arzneien selbst herzustellen. Lange war an sie das Privileg zum Verkauf von Konfekt und zum Branntweinausschank gebunden. Auch die Einführung des Kaffees in Göttingen erfolgte 1700 durch die Rats-Apotheke.

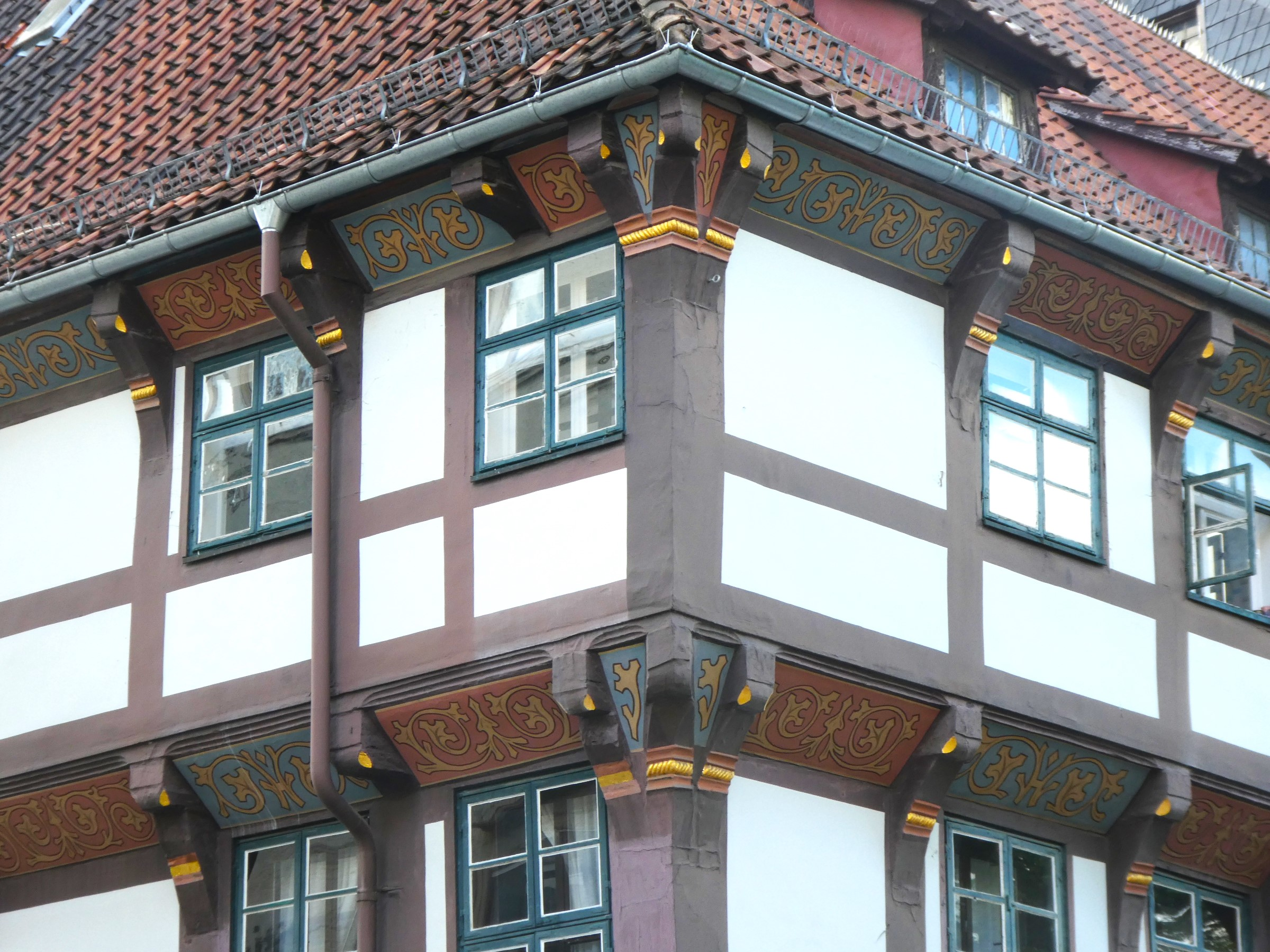
Fassadendetails: Eckansicht mit verzierten Balkenköpfen, Knaggen und bemalten Füllbrettern

Ab 1785 wurde hier der später erfolgreiche Chemiker Wilhelm August Lampadius zum Apotheker ausgebildet. 2012 brachte man ihm zur Erinnerung eine Göttinger Gedenktafel an der Fassade an. Zwei weitere später berühmt gewordene Chemiker, die ihre Lehre in der Göttinger Rats-Apotheke begannen, waren ab 1849 Albert Niemann (den hier Friedrich Wöhler entdeckte) und in den 1880er Jahren Fritz Hofmann. Eine zweite Göttinger Gedenktafel erinnert seit 1907 an den jungen Dichter Clemens Brentano, der hier im Sommer 1801 wohnte, als er zu einem Gastsemester des Philosophiestudiums an der Universität Göttingen eingeschrieben war und mit Achim von Arnim verkehrte.
Bis 1875 blieb die Rats-Apotheke im Besitz der Stadt und wurde jeweils verpachtet; danach ging sie in Privatbesitz über. Erst 2014 endete die Apothekennutzung nach über 450 Jahren. An sie erinnern heute eine modern aufgemalte Fassadeninschrift sowie über dem Hauseingang schon seit mindestens 130 Jahren eine Relieftafel mit dem alten Göttinger Stadtwappen. Im Städtischen Museum Göttingen werden historische Gegenstände aus der Rats-Apotheke aufbewahrt, die 1896 und 1904 von den damaligen Apothekern übergeben wurden.
Das Gebäude steht seit 1931 unter Denkmalschutz und im Denkmalverzeichnis von 1982 als Einzeldenkmal nach § 3 Abs. 2 des Niedersächsischen Denkmalschutzgesetzes sowie als Teil der Gruppe baulicher Anlagen Baukulturensemble Göttinger Innenstadt.

## Beschreibung

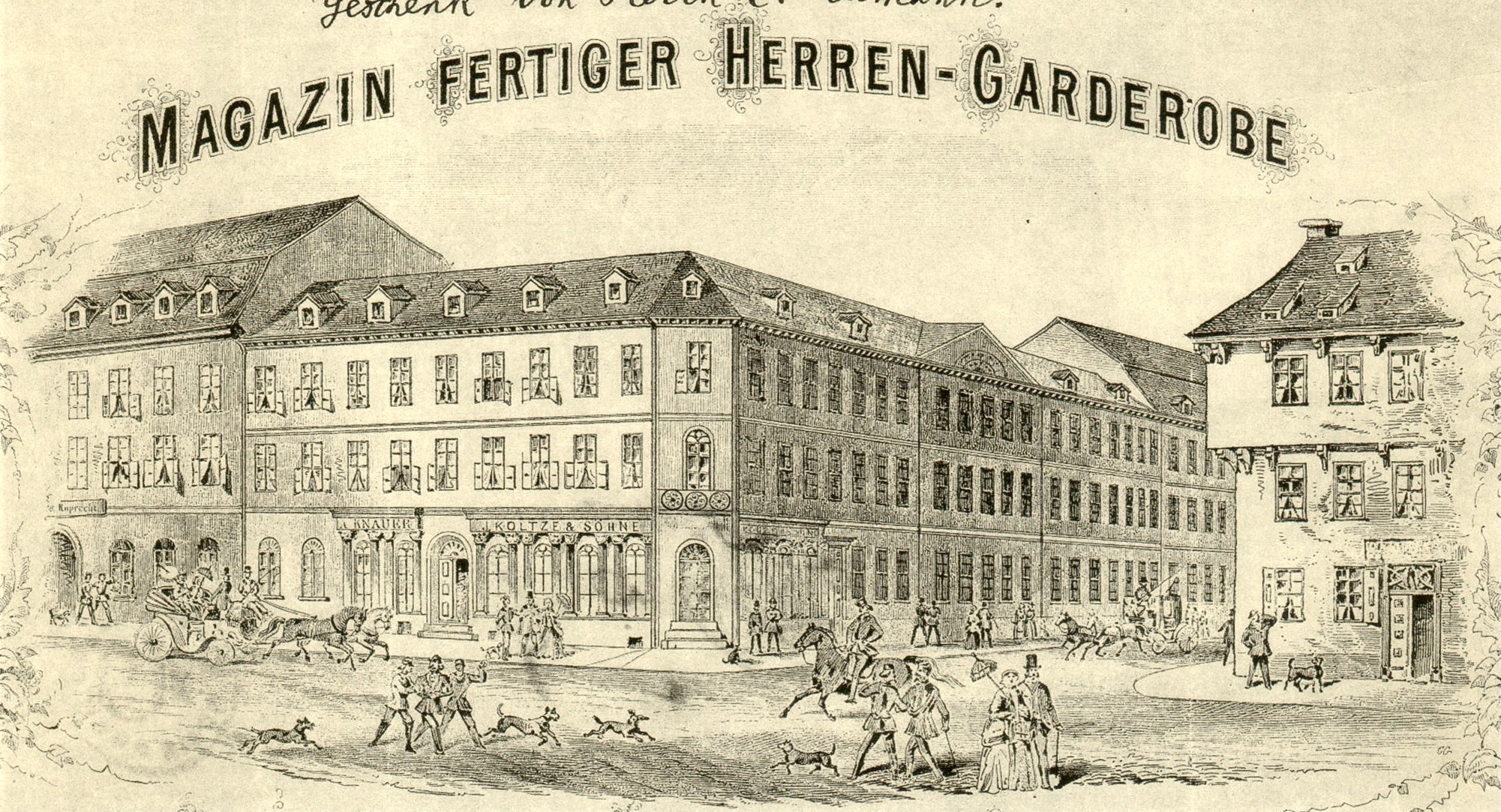
Weender Straße mit Einmündung der Barfüßerstraße, um 1850; rechts die Rats-Apotheke mit zeittypisch verputzter Fachwerkfassade

Das spätmittelalterliche Eckfachwerkhaus mit Walmdach ist ein regional typisches Dielenhaus mit Hochständern, das Erd- und Zwischengeschoss zusammenfasst und darüber ein vorkragendes Stockwerk aufweist. Fünf Gefache zeigen zur Weender Straße, neun Gefache zur Barfüßerstraße. Zwischen den Deckenbalkenköpfen und Knaggen stehen große bemalte Füllbretter. Das heutige Walmdach ist eine spätere Modernisierung, denn das Gebäude wies ursprünglich einen Giebel auf; der Dachraum selbst wurde noch im 18. Jahrhundert wahrscheinlich als „Kräuter-Bodens“ genutzt.
Im Gebäude befindet sich ein 1553 datierter Kamin. Das Fachwerkhaus ruht auf einer Anlage von Kellergewölben, die schon in einer barocken Stadtbeschreibung erwähnt wurde und zwei Vorgängerbauten erkennen lässt. Auf dem kleinen Innenhof des Eckgrundstücks steht ein Steingebäude mit Kreuzgratgewölbe, das früher für eine Kemenate gehalten wurde. 1964 sah Otto Fahlbusch darin „eine kaum noch lesbare Inschrift ‚anno 1720‘“, was zur barocken Stadtbeschreibung des Zeitgenossen Johann Daniel Gruber passt, wonach der Rat 1720 für die Apotheke „ein feines geräumiges Laboratorium, gantz von Stein gebauet und oben gewölbet ist“, errichten ließ.

## Varia

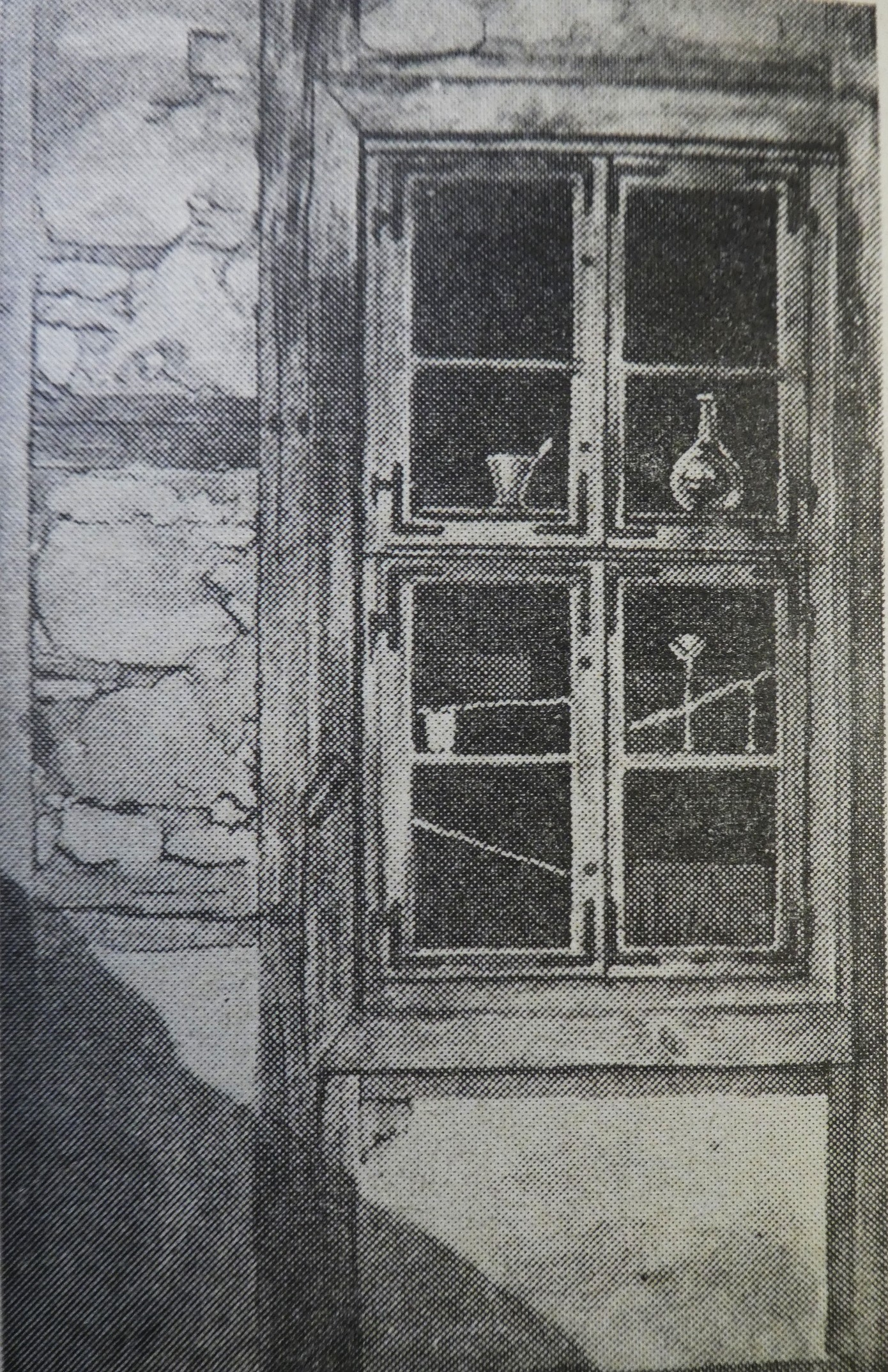
Das Giftfenster der Rats-Apotheke, Zeichnung von Georg Friedrich Neise, 1837.

Berüchtigt war im 19. Jahrhundert das sogenannte „Giftfenster“ der Göttinger Rats-Apotheke – ein Schaufenster, das über ein halbes Jahrhundert nicht verändert wurde und eine „dickbauchige Flasche mit einer grünen Flüssigkeit“ und einen Messbecher zeigte. Eltern sollen ihren unartigen Kindern erzählt haben, dass der Ratsapotheker für ungeratene Kinder „ein ganz furchtbar schlecht schmeckendes Mittel bereit“ halte; es stehe im Fenster an der Barfüßerstraße griffbereit. In dem Messbecher würde dann je nach Grad der Unartigkeit die Menge abgemessen, die einzunehmen sei.